# Лакомб, Поль (композитор)
Поль Лакомб (фр. Paul Lacombe; 11 июля 1837, Каркасон, Лангедок — 4 июня 1927, там же) — французский композитор, пианист.

## Биография
Родился в богатой семье торговцев полотном. Учился игре на фортепиано у матери, позже изучал вокал, гармонию и контрапункт у Франсуа Тейссейра (1821—1887), выпускника Парижской консерватории, открывшего первую музыкальную школу в Каркасоне в 1851 году.
Был поклонником музыки Жоржа Бизе. В 1866 году начал переписку с композитором и попросил его помочь с сочинительством музыки. Бизе согласился, и в течение двух лет, с 1866 по 1868 год, по почте они обменивались композиционными советами и исправлениями. Между ними завязалась настоящая дружба.
В 1871 году был одним из основателей Национального музыкального общества (Société nationale de musique).
Хотя музыка Лакомба была хорошо оценена другими композиторами и музыкантами, она так и не получила широкой популярности, поскольку он не хотел уезжать из своего родного города Каркасона в Париж.
Плодовитый композитор, написавший более 150 музыкальных произведений. Лакомб прославился благодаря произведениям камерной музыки и оркестровым композициям (включая три симфонии).